# American Oxygen
American Oxygen – singel barbadoskiej piosenkarki Rihanny. Singel swoją premierę miał 14 kwietnia 2015 roku. Twórcami tekstu utworu są Alexander Grant, Candice Pillay, Sam Harris oraz Rihanna, natomiast jego produkcją zajęli się Alex da Kid i Kanye West. 
„American Oxygen” jest utrzymany w stylu muzyki dubstep. Piosenka została zainspirowana singlem „Born in the U.S.A.” (1984) autorstwa Bruce’a Springsteena. Teledysk został udostępniony w serwisie streamingowym Tidal w dniu 5 kwietnia 2015 roku. Ameryka została przedstawiona jako potężne imperium, które nadal urasta w siłę mimo problemów, z jakimi się zmaga.

## Teledysk

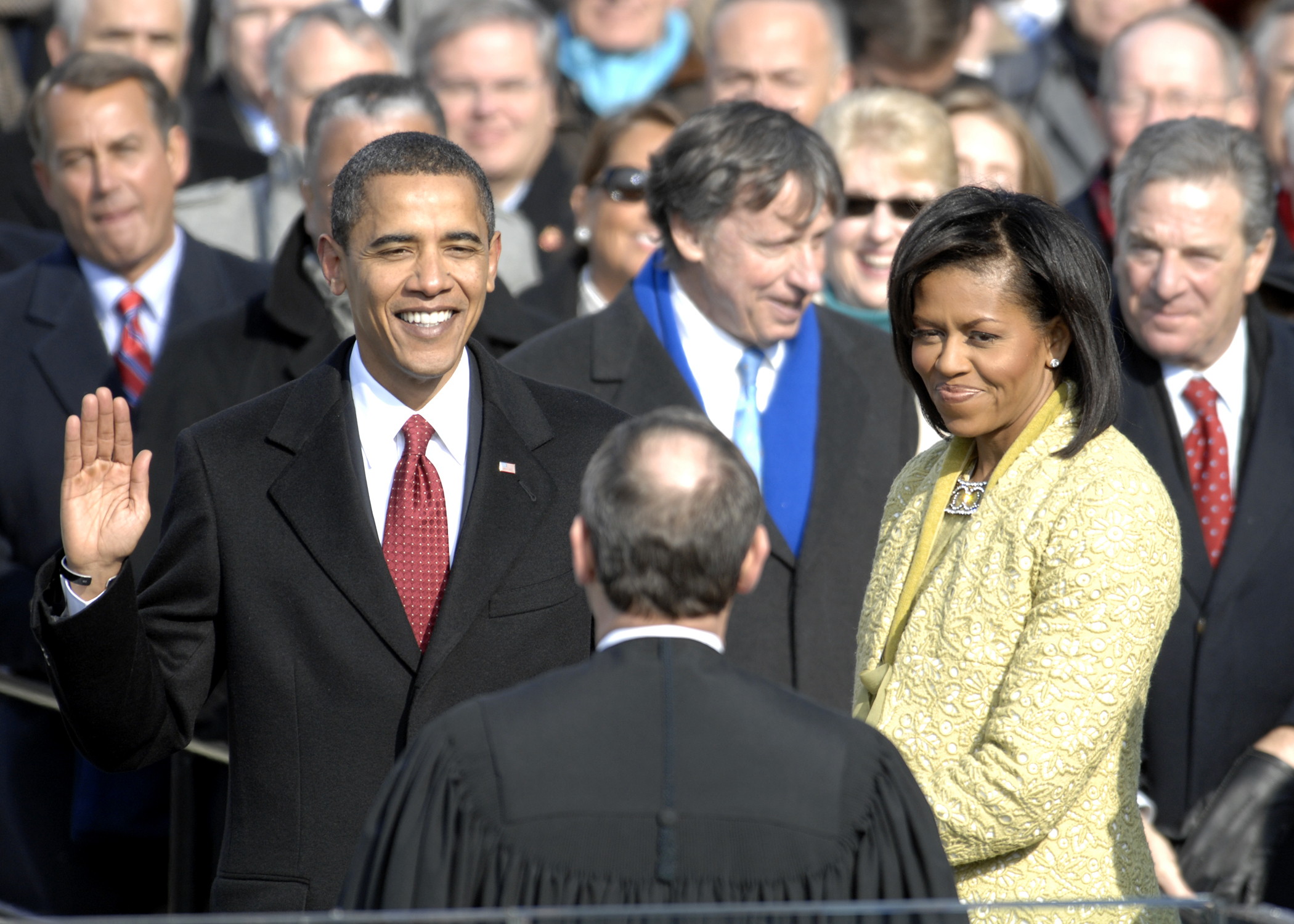
Barack Obama podczas składania przysięgi, 20 stycznia 2009 roku

Teledysk został wyreżyserowany przez Darrena Craig, Jeffa Nicholasa, Jonathana Craven oraz samą piosenkarkę. Trio wcześniej współpracowało z Rihanną przy wideoklipie do singla „What Now” z płyty Unapologetic.
W teledysku wykorzystano sceny z najważniejszych wydarzeń w historii Stanów Zjednoczonych z ostatnich lat m.in. od występów Martina Luthera Kinga, przez lądowanie na Księżycu, po płonące wieże w Nowym Jorku (zamach z 11 września 2001 roku), wybór Baracka Obamy na prezydenta, ruch Occupy Wall Street i zamieszki na tle rasowym po zajściach w Ferguson w 2014 roku (biały policjant zastrzelił tam 18-letniego czarnoskórego, Michaela Browna).
Można zobaczyć też wydarzenia muzyczne (wizyta The Beatles w Stanach Zjednoczonych, Bob Marley) i sportowe. Piosenkarka przypomina też to mniej udane oblicze USA – brutalność policji, bezdomnych weteranów wojennych, sceny z wojen.

## Lista utworów
- Digital download[7]

1. „American Oxygen” – 5:20

## Notowania i certyfikaty
| Lista (2015)                                  | Najwyższa pozycja |
| --------------------------------------------- | ----------------- |
| Australia (Top 50 Singles)                    | 65                |
| Austria (Ö3 Austria Top 40)                   | 52                |
| Czechy (Singles Digitál – Top 100)            | 5                 |
| Dania (Track Top-40)                          | 20                |
| Finlandia (Suomen virallinen lista – Singlet) | 19                |
| Francja (Top Singles & Titres)                | 25                |
| Hiszpania (PROMUSICAE)                        | 27                |
| Holandia (Single Top 100)                     | 43                |
| Irlandia (Singles Chart)                      | 33                |
| Kanada (Billboard Canadian Hot 100)           | 59                |
| Niemcy (Media Control Charts)                 | 39                |
| Norwegia (VG-Lista)                           | 25                |
| Słowacja (Singles Digitál – Top 100)          | 6                 |
| Stany Zjednoczone (Hot 100)                   | 78                |
| Szwajcaria (Singles Top 100)                  | 30                |
| Szwecja (Sverigetopplistan)                   | 11                |
| Węgry (Single (track) Top 40 lista)           | 24                |
| Wielka Brytania (UK Singles Chart)            | 71                |
| Włochy (FIMI)                                 | 51                |

| Państwo            | Status          |
| ------------------ | --------------- |
| Dania (IFPI Dania) | złota płyta     |
| Polska (ZPAV)      | złota płyta     |
| Szwecja (GLF)      | platynowa płyta |

## Historia wydania
| Region            | Data             | Format                 | Wytwórnia                 | Źródło |
| ----------------- | ---------------- | ---------------------- | ------------------------- | ------ |
| Australia         | 14 kwietnia 2015 | Digital download       | Roc Nation, Westbury Road | [ 30 ] |
| Brazylia          | 14 kwietnia 2015 | Digital download       | Roc Nation, Westbury Road | [ 31 ] |
| Francja           | 14 kwietnia 2015 | Digital download       | Roc Nation, Westbury Road | [ 32 ] |
| Hiszpania         | 14 kwietnia 2015 | Digital download       | Roc Nation, Westbury Road | [ 33 ] |
| Niemcy            | 14 kwietnia 2015 | Digital download       | Roc Nation, Westbury Road | [ 34 ] |
| Nowa Zelandia     | 14 kwietnia 2015 | Digital download       | Roc Nation, Westbury Road | [ 35 ] |
| Wielka Brytania   | 14 kwietnia 2015 | Digital download       | Roc Nation, Westbury Road | [ 36 ] |
| Włochy            | 14 kwietnia 2015 | Digital download       | Roc Nation, Westbury Road | [ 37 ] |
| Kanada            | 16 kwietnia 2015 | Digital download       | Roc Nation, Westbury Road | [ 38 ] |
| Stany Zjednoczone | 16 kwietnia 2015 | Digital download       | Roc Nation, Westbury Road | [ 7 ]  |
| Stany Zjednoczone | 20 kwietnia 2015 | Hot/Modern/AC radio    | Roc Nation, Westbury Road | [ 39 ] |
| Stany Zjednoczone | 21 kwietnia 2015 | Contemporary hit radio | Roc Nation, Westbury Road | [ 40 ] |